# Moroni (profeta)

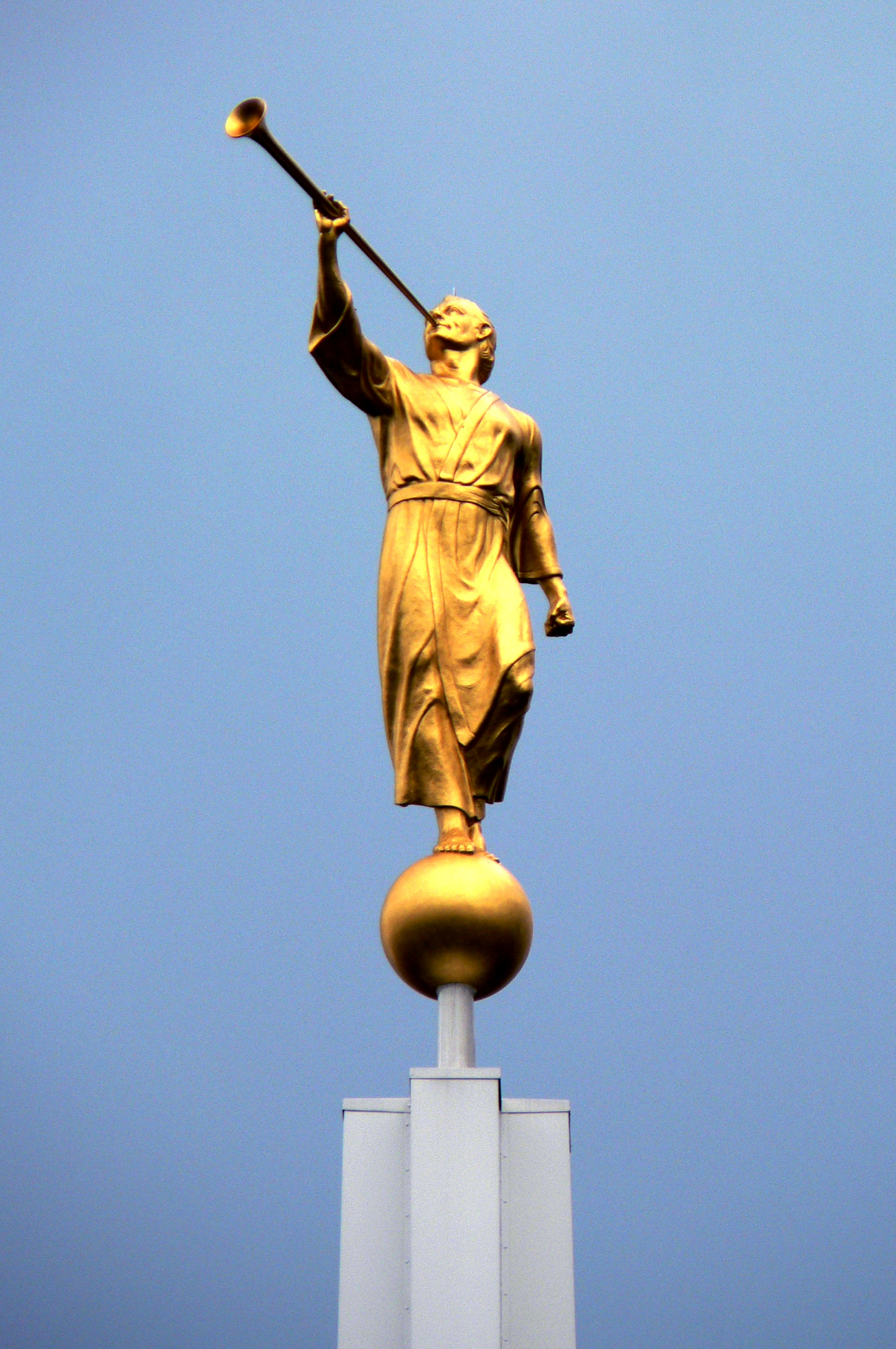
Estatua del ángel Moroni en el Templo de Berna.

Según el Libro de Mormón, Moroni fue hijo de Mormón, el último profeta nefita (alrededor del año 421), 
y el autor del Libro de Moroni, último libro de los que componen el mencionado Libro de Mormón, el que los mormones creen es el evangelio de Jesucristo.
Según las declaraciones de Joseph Smith, Moroni se le apareció, en forma de ángel, en 1823 para revelarle dónde se encontraban supuestamente ocultas unas antiguas planchas de oro. Del contenido de algunas de estas planchas, Smith afirmó haber traducido el Libro de Mormón.

## Historia en el Libro de Mormón
En el Libro de Mormón no se hace mención de Moroni hasta después de las últimas batallas mortales entre nefitas y lamanitas, supuestos pueblos precolombinos mencionados en el mismo libro. Antes de morir, Mormón, su padre, le encargó el cuidado de un registro formado por planchas o láminas de oro, que contenía la historia de su pueblo. En esas láminas, Moroni terminó de escribir (en un lenguaje que llama egipcio reformado) el relato de como fue destruida por completo la nación nefita (actuales capítulos 8 y 9 del Libro de Mormón (el registro de Mormón).
Luego de terminar el registro de Mormón, su padre, compendió e incluyó el Libro de Éter, en el que se relata la historia de un pueblo cuyos integrantes eran descendientes de Jared y de su hermano y de los amigos de ellos, denominados comúnmente jareditas. De acuerdo con este libro, Dios los guio desde la Torre de Babel hasta una tierra prometida en el continente americano.
Luego de terminar la recopilación de la historia jaredita, Moroni había pensado no escribir más; sin embargo, mientras estaba escondido de los lamanitas y como todavía se encontraba con vida, escribió su propio, libro llamado el Libro de Moroni. En él registró varias instrucciones, un sermón y dos cartas de su padre.
Finalmente selló las planchas y las escondió en el cerro de Cumorah. Según la mayor parte de los estudiosos mormones esta colina se encuentra en lo que hoy en día es Condado de Ontario, Nueva York. Un monumento de bronce y granito de doce metros de altura se alza en esa colina en honor a Moroni. Sin embargo, otros mormones consideran que el Cumorah mencionado en el Libro de Mormón no es idéntico al lugar donde Smith dijo haber hallado las planchas.